# 于小雨
于 小雨（う しょうう、中国語: 于 小雨、英語: Xiaoyu Yu シャオユー・ユー, 1996年1月2日 - ）は、中華人民共和国出身の元女性フィギュアスケート選手（ペア）。パートナーは張昊、金楊。2014年、2015年世界ジュニア選手権優勝。

## 人物
趣味の一つに日本語を学ぶことを挙げている。2014年NHK杯ではSPの記者会見での受け答えを流暢な日本語でこなし、報道陣を驚かせた。
報道陣からの日本語をどうやって覚えたのかという問いには、「アニメとか見て少しずつ覚えちゃって。たぶん、私はすごい好きです。（日本の）文化とか、いろいろなものが好きです。少しずつ学んでいます」と独学で習得したことを明かした。
一番好きなアニメ作品は何かとも聞かれたが、「数え切れないほどのアニメを見てきました。何百ものアニメを見ました」と答えた。

## 経歴
2008年から金楊とペアを組む。2009年の全国花様滑冰錦標賽で4位に入るなど国内の競技会で成績を残し、2010年世界ジュニア選手権に出場し8位となるが、中国の2つの出場枠しかないところに誤って3組出場しており、中国選手で最も低かった 于 / 金 組の成績が取り消された。
あらためて国際競技会デビューとなった2010/2011 ISUジュニアグランプリオーストリア杯で3位。続くISUジュニアグランプリチェコスケートで優勝を果たした。チェコスケートでは3位で、ジュニアグランプリファイナルへ初出場し3位に入った。
2011-2012シーズンはジュニアとシニアの掛け持ちで、両グランプリシリーズに出場。世界ジュニア選手権では、同じコーチの元で練習をしている隋文静/韓聰組に次いで銀メダルを獲得した。翌シーズンの世界ジュニア選手権ではSP1位だったが、FSで5位となりメダルを逃した。
2013-2014シーズンの国際大会で全勝し、ジュニアグランプリファイナルと世界ジュニア選手権両方で初優勝を飾った。
2014-2015シーズンよりシニアクラスに完全移行。中国杯では銀メダルを獲得した。NHK杯では銅メダルを獲得し、グランプリファイナルへも進出した。世界ジュニア選手権では2年連続2度目の優勝を果たした。
2015-2016シーズン、中国杯では銅メダルを獲得した。NHK杯では銀メダルを獲得し、グランプリファイナルへ2年連続進出できた。その後、四大陸選手権では銅メダルを獲得し、初めて表彰台にあがることを果たした。
2016年4月26日、于小雨/金楊組と彭程/張昊組との間でペアを組み替えることが発表される。于は金楊とのペアを解消し、張昊と新たなペアを組むこととなった。
2016-2017シーズン、スケートカナダで銀メダルを獲得した。続く中国杯では、グランプリシリーズ初優勝を飾った。3度目の出場となったグランプリファイナルでは銀メダルを獲得した。アジア冬季競技大会では2位である彭程/金楊組に20点以上の差を付け、金メダルを獲得した。その後、初出場の世界選手権では4位となった。
2021年4月に引退を発表した。

## 主な戦績
- 張昊とのペア

| 大会/年            | 2016-17 | 2017-18 |
| ------------------ | ------- | ------- |
| 冬季オリンピック   |         | 8       |
| 世界選手権         | 4       | 7       |
| 四大陸選手権       | 4       |         |
| 中国選手権         |         | 1       |
| GPファイナル       | 2       | 6       |
| GPスケートアメリカ |         | 2       |
| GP中国杯           | 1       | 2       |
| GPスケートカナダ   | 2       |         |
| アジア冬季大会     | 1       |         |

- 金楊とのペア

| 大会/年            | 2008-09 | 2009-10 | 2010-11 | 2011-12 | 2012-13 | 2013-14 | 2014-15 | 2015-16 |
| ------------------ | ------- | ------- | ------- | ------- | ------- | ------- | ------- | ------- |
| 四大陸選手権       |         |         |         |         |         |         |         | 3       |
| 中国選手権         | 7       | 4       | 2       | 3       | 1       | 3       | 1       |         |
| GPファイナル       |         |         |         |         |         |         | 5       | 5       |
| GP NHK杯           |         |         |         |         |         |         | 3       | 2       |
| GP中国杯           |         |         |         | 6       |         |         | 2       | 3       |
| GPスケートカナダ   |         |         |         | 7       |         |         |         |         |
| ユニバーシアード   |         |         |         |         |         |         | 1       |         |
| ユースオリンピック |         |         |         | 1       |         |         |         |         |
| 世界Jr.選手権      |         | -       |         | 2       | 4       | 1       | 1       |         |
| JGPファイナル      |         |         | 3       | 5       | 5       | 1       |         |         |
| JGPタリン杯        |         |         |         |         |         | 1       |         |         |
| JGPリガ杯          |         |         |         |         |         | 1       |         |         |
| JGPクロアチア杯    |         |         |         |         | 2       |         |         |         |
| JGPオーストリア    |         |         | 3       | 2       | 4       |         |         |         |
| JGPボルボ杯        |         |         |         | 2       |         |         |         |         |
| JGPチェコスケート  |         |         | 1       |         |         |         |         |         |

### 詳細
| 2017-2018 シーズン    |                                                           |         |           |          |
| 開催日                | 大会名                                                    | SP      | FS        | 結果     |
| 2018年3月21日 - 25日  | 2018年世界フィギュアスケート選手権（ミラノ）              | 9 71.31 | 10 130.09 | 7 203.36 |
| 2018年2月14日 - 15日  | 2018年平昌オリンピック（平昌）                            | 5 75.58 | 11 128.52 | 8 204.10 |
| 2018年2月9日 - 12日   | 2018年平昌オリンピック 団体戦（平昌）                     | 5 69.17 | -         | 6 団体   |
| 2017年12月7日 - 10日  | 2017/2018 ISUグランプリファイナル（名古屋）               | 6 70.15 | 4 136.99  | 6 207.14 |
| 2017年11月24日 - 26日 | ISUグランプリシリーズスケートアメリカ（レークプラシッド） | 2 73.67 | 2 145.53  | 2 219.20 |
| 2017年11月3日 - 5日   | ISUグランプリシリーズ中国杯（北京）                       | 2 71.37 | 2 134.17  | 2 205.54 |

| 2016-2017 シーズン     |                                                  |         |          |          |
| 開催日                 | 大会名                                           | SP      | FS       | 結果     |
| 2017年3月27日 - 4月2日 | 2017年世界フィギュアスケート選手権（ヘルシンキ） | 4 75.23 | 5 136.28 | 4 211.51 |
| 2017年2月23日 - 25日   | 2017年アジア冬季競技大会（札幌）                 | 1 77.90 | 1 145.98 | 1 223.88 |
| 2017年2月14日 - 19日   | 2017年四大陸フィギュアスケート選手権（江陵）     | 2 75.20 | 5 128.20 | 4 203.40 |
| 2016年12月8日 - 11日   | 2016/2017 ISUグランプリファイナル（マルセイユ）  | 2 75.34 | 3 131.37 | 2 206.71 |
| 2016年11月18日 - 20日  | ISUグランプリシリーズ 中国杯（北京）             | 1 72.49 | 1 131.27 | 1 203.76 |
| 2016年10月27日 - 30日  | ISUグランプリシリーズ スケートカナダ（ミシサガ） | 2 69.43 | 2 132.65 | 2 202.08 |

| 2015-2016 シーズン    |                                                 |         |          |          |
| 開催日                | 大会名                                          | SP      | FS       | 結果     |
| 2016年2月16日 - 21日  | 2016年四大陸フィギュアスケート選手権（台北）    | 4 64.99 | 3 122.34 | 3 187.33 |
| 2015年12月9日 - 13日  | 2015/2016 ISUグランプリファイナル（バルセロナ） | 5 68.63 | 5 118.24 | 5 186.87 |
| 2015年11月27日 - 29日 | ISUグランプリシリーズ NHK杯（長野）             | 3 67.00 | 2 124.02 | 2 191.02 |
| 2015年11月6日 - 8日   | ISUグランプリシリーズ 中国杯（北京）            | 3 70.06 | 3 127.69 | 3 197.75 |

| 2014-2015 シーズン    |                                                      |         |          |          |
| 開催日                | 大会名                                               | SP      | FS       | 結果     |
| 2015年3月2日 - 8日    | 2015年世界ジュニアフィギュアスケート選手権（タリン） | 1 62.56 | 1 116.23 | 1 178.79 |
| 2015年2月4日 - 14日   | ユニバーシアード冬季競技大会（グラナダ）             | 1 64.75 | 1 117.17 | 1 181.92 |
| 2014年12月27日 - 28日 | 全国花様滑冰錦標賽2014-2015（長春）                  | 1 67.51 | 1 125.36 | 1 192.87 |
| 2014年12月11日 - 14日 | 2014/2015 ISUグランプリファイナル（バルセロナ）      | 4 62.71 | 6 125.08 | 5 187.79 |
| 2014年11月28日 - 30日 | ISUグランプリシリーズ NHK杯（門真）                  | 3 60.15 | 2 121.85 | 3 182.00 |
| 2014年11月7日 - 9日   | ISUグランプリシリーズ 中国杯（上海）                 | 3 57.03 | 2 116.30 | 2 173.33 |

| 2013-2014 シーズン     |                                                        |         |          |          |
| 開催日                 | 大会名                                                 | SP      | FS       | 結果     |
| 2014年3月10日 - 16日   | 2014年世界ジュニアフィギュアスケート選手権（ソフィア） | 1 62.58 | 1 111.19 | 1 173.77 |
| 2013年12月28日 - 29日  | 全国花様滑冰錦標賽2013-2014（長春）                    | 3 63.76 | 2 120.99 | 3 184.75 |
| 2013年12月5日 - 8日    | 2013/2014 ISUジュニアグランプリファイナル（福岡）      | 1 61.10 | 2 102.42 | 1 163.52 |
| 2013年10月9日 - 13日   | ISUジュニアグランプリ タリン杯（タリン）               | 1 62.25 | 1 111.33 | 1 173.58 |
| 2013年8月27日 - 9月1日 | ISUジュニアグランプリ リガ杯（リガ）                   | 1 56.25 | 2 104.50 | 1 160.75 |

| 2012-2013 シーズン     |                                                      |         |          |          |
| 開催日                 | 大会名                                               | SP      | FS       | 結果     |
| 2013年3月28日 - 29日   | 全国花様滑冰冠軍賽2012-2013（青島）                  | 1 53.68 | 1 111.01 | 1 164.69 |
| 2013年2月25日 - 3月3日 | 2013年世界ジュニアフィギュアスケート選手権（ミラノ） | 1 54.95 | 5 96.52  | 4 151.47 |
| 2012年12月20日 - 21日  | 全国花様滑冰錦標賽2012-2013（ハルビン）              | 1 54.74 | 1 110.64 | 1 165.38 |
| 2012年12月6日 - 9日    | 2012/2013 ISUジュニアグランプリファイナル（ソチ）    | 5 50.34 | 4 98.86  | 5 149.20 |
| 2012年10月3日 - 7日    | ISUジュニアグランプリ クロアチア杯（ザグレブ）       | 3 50.18 | 2 95.82  | 2 146.00 |
| 2012年9月12日 - 16日   | ISUジュニアグランプリ オーストリア（リンツ）         | 3 47.82 | 3 94.45  | 4 142.27 |

| 2011-2012 シーズン      |                                                                 |         |          |          |
| 開催日                  | 大会名                                                          | SP      | FS       | 結果     |
| 2012年2月27日 - 3月4日  | 2012年世界ジュニアフィギュアスケート選手権（ミンスク）          | 2 54.72 | 2 112.76 | 2 167.48 |
| 2012年1月13日 - 22日    | インスブルックユースオリンピック（インスブルック）              | 1 51.79 | 1 102.03 | 1 153.82 |
| 2012年1月4日 - 6日      | 中華人民共和国第12回全国冬季運動会（長春）                      | 4 55.42 | 4 111.61 | 4 167.03 |
| 2011年12月8日 - 11日    | 2011/2012 ISUジュニアグランプリファイナル（ケベック・シティー） | 5 46.83 | 3 97.88  | 5 144.71 |
| 2011年11月4日 - 6日     | ISUグランプリシリーズ 中国杯（上海）                            | 6 54.42 | 6 108.54 | 6 162.96 |
| 2011年10月28日 - 30日   | ISUグランプリシリーズ スケートカナダ（ミシサガ）                | 8 49.28 | 4 109.08 | 7 158.36 |
| 2011年9月28日 - 10月2日 | ISUジュニアグランプリ オーストリア杯（インスブルック）          | 1 51.30 | 2 103.07 | 2 154.37 |
| 2011年9月20日 - 23日    | 全国花様滑冰錦標賽2011-2012（長春）                             | 3 51.76 | 3 104.35 | 3 156.11 |
| 2011年8月31日 - 9月4日  | ISUジュニアグランプリ ボルボ杯（リガ）                          | 3 44.32 | 2 95.38  | 2 139.70 |

| 2010-2011 シーズン    |                                                      |         |         |          |
| 開催日                | 大会名                                               | SP      | FS      | 結果     |
| 2010年12月23日 - 24日 | 全国花様滑冰錦標賽2010-2011（チチハル）              | 2 53.29 | 2 95.17 | 2 148.46 |
| 2010年12月9日 - 12日  | 2010/2011 ISUジュニアグランプリファイナル（北京）    | 6 43.68 | 3 96.90 | 3 140.58 |
| 2010年10月14日 - 15日 | ISUジュニアグランプリ チェコスケート（オストラヴァ） | 5 43.28 | 1 95.38 | 1 138.66 |
| 2010年9月16日 - 17日  | ISUジュニアグランプリ オーストリア杯（グラーツ）     | 3 47.03 | 3 88.01 | 3 135.04 |

| 2009-2010 シーズン |                                     |         |         |          |
| 開催日             | 大会名                              | SP      | FS      | 結果     |
| 2009年9月4日 - 5日 | 全国花様滑冰錦標賽2009-2010（北京） | 2 50.85 | 5 84.98 | 4 135.83 |

| 2008-2009 シーズン  |                                          |         |         |          |
| 開催日              | 大会名                                   | SP      | FS      | 結果     |
| 2009年4月9日 - 10日 | 中華人民共和国第十一回全国運動会（青島） | 6 46.96 | 7 85.83 | 7 132.79 |

## プログラム使用曲
| シーズン  | SP                                                                                  | FS | EX |
| --------- | ----------------------------------------------------------------------------------- | --- | --- |
| 2017-2018 | バレエ『白鳥の湖』より 作曲：ピョートル・チャイコフスキー 振付：ローリー・ニコル    | 映画『スター・ウォーズ』より 作曲：ジョン・ウィリアムズ 振付：ローリー・ニコル                                          | |
| 2016-2017 | Eternal Flame Fearless by ブランドX 振付：デヴィッド・ウィルソン                    | Cavatina, Larghetto amoroso 作曲：エミール・フォン・ザウアー 振付：ローリー・ニコル                                     | 映画『レオン』より 作曲：エリック・セラ |
| 2015-2016 | Yulunga 作曲：デッド・カン・ダンス 振付：デヴィッド・ウィルソン                     | Humility And Love 映画『クリエイション ダーウィンの幻想』より 作曲：クリストファー・ヤング 振付：デヴィッド・ウィルソン | See You Again 曲：ウィズ・カリファ feat. チャーリー・プース                                                                                            |
| 2014-2015 | Yulunga 作曲：デッド・カン・ダンス 振付：デヴィッド・ウィルソン                     | Humility And Love 映画『クリエイション ダーウィンの幻想』より 作曲：クリストファー・ヤング 振付：デヴィッド・ウィルソン | 天天想你 今夜无人入眠 ボーカル：孫楠 |
| 2013-2014 | タイスの瞑想曲 作曲：ジュール・マスネ 振付：マリナ・ズエワ                          | ミュージカル『オペラ座の怪人』より 作曲：アンドルー・ロイド・ウェバー 振付：マリナ・ズエワ                              | You Are Not From Here ボーカル：ララ・ファビアンAll I Ask of You 作曲：アンドルー・ロイド・ウェバー ボーカル：サラ・ブライトマン、スティーブ・バートン |
| 2012-2013 | ヴァイオリン協奏曲 ホ短調 作曲：フェリックス・メンデルスゾーン 振付：マリナ・ズエワ | こうもり 作曲：ヨハン・シュトラウス2世 振付：マリナ・ズエワ                                                             | |
| 2011-2012 | バレエ『くるみ割り人形』より 作曲：ピョートル・チャイコフスキー                     | 映画『レクイエム・フォー・ドリーム』サウンドトラックより 作曲：クリント・マンセル                                       | You Are Not From Here ボーカル：ララ・ファビアン |
| 2010-2011 | ヴァイオリン協奏曲第1楽章 作曲：サミュエル・バーバー                                | バレエ『ロメオとジュリエット』より 作曲：セルゲイ・プロコフィエフ                                                       | |
| 2009-2010 | The Love of Death by Park Sei Joon                                                  | 映画『追憶』サウンドトラックより 作曲：マーヴィン・ハムリッシュ                                                         | |